# Том-де-Бож
Том-де-Бож (фр. Tome des Bauges) — французький напівтвердий сир, що виробляється виключно в гірському масиві Бож у Савої. З 2002 року має сертифікацію НМПТ.

## Географія сиру
У Франції проводяться більше десятка сортів сиру, назва яких складене із слова том (tome або tomme), до якого додано назва села чи місцевості, в якій даний сорт сиру проводиться. Том-де-Бож — один з них, виробляється на території гірського масиву Бож (Bauges), що підноситься над Ансі і найбільшим озером Франції Лак-дю-Бурже.

## Опис
Головка Том-де-Бож важить 1,1–1,4 кг, циліндричної форми, 18–20 см в діаметрі і 3–5 см заввишки. Кірка 2–3 мм завтовшки, сірого кольору, з деякою кількістю жовто-коричневою цвілі. Різні види відзначаються зеленою або червоною етикеткою. М'якоть тверда, блідо-жовтого солом'яного кольору, з маленькими дірочками. Смак пікантний.
Мінімальний рівень жиру — 45 г на 100 г сиру в сухій речовині, вміст жиру не менше 50 г на 100 г.
Том-де-Бож продається також шматками, але тільки за умови, що збережена кірка з трьох сторін.

## Особливості виробництва
Том-де-Бож — неварений пресований сир, що виготовляється з непастеризованого коров'ячого молока корів різних порід (тарантез, абонданс і монбельяр), що пасуться на місцевих лугах. Не менше 50 % стада має складатися з двох корів перших порід. Також встановлені суворі правила, яким мають відповідати вага корів, їхні корми, особливо в холодну пору року. Кращий сир виробляється з квітня по вересень, коли корови пасуться на гірських пасовищах. Взимку корів годують сіном, і смак сиру дещо змінюється.
Виробничий цикл також суворо регламентований. Не допускаються обробка молока, крім традиційної, і будь-які інші зміни технології. Час дозрівання сиру — 5 тижнів.